# چانسی (جورجیا)
چانسی (به انگلیسی: Chauncey) یک شهر در ایالات متحده آمریکا است که در شهرستان داج، جورجیا واقع شده‌است. چانسی ۴٫۵ کیلومتر مربع مساحت و ۳۴۲ نفر جمعیت دارد و ۹۴ متر بالاتر از سطح دریا واقع شده‌است.